# Restaurant Hiller (Berlin)
Das Restaurant Hiller war ein kleines Restaurant im Berliner Ortsteil Mitte, Unter den Linden 62/63.

## Geschichte
Das Hiller wurde 1886 von dem aus Mainz stammenden Gastwirt Lorenz Adlon (1849–1921) übernommen, der damit in Berlin erfolgreich Fuß fasste. Zu den Gästen zählte nahezu der gesamte deutsche Hochadel. 
1911 verkaufte Lorenz Adlon das Restaurant Hiller für 7000 Mark an Alfred Walterspiel. Es wurde 1917 aufgrund des kriegsbedingt unzeitgemäßen Luxusbetriebes geschlossen.
Im Zweiten Weltkrieg wurde es wie viele andere Hotels und Restaurants zerstört.